# NGC 4002
NGC 4002 este o quasar situată în constelația Leul. A fost descoperită în 10 aprilie 1785 de către William Herschel. Se află la o distanță de 96,17 de megaparseci de Pământ.